# Cup of China 2015
Cup of China 2015 – trzecie w kolejności zawody łyżwiarstwa figurowego z cyklu Grand Prix 2015/2016. Zawody odbywały się od 6 do 8 listopada 2015 roku w hali Capital Indoor Stadium w Pekinie.
Rywalizację wśród solistów wygrał Hiszpan Javier Fernández. Wśród solistek zwyciężyła Japonka Mao Asada. W zmaganiach par sportowych triumfowali Rosjanie Yūko Kawaguchi i Aleksandr Smirnow. Najlepszą parą taneczną okazali się reprezentanci Włoch Anna Cappellini i Luca Lanotte.

## Wyniki

### Soliści
| Poz. | Zawodnik                   | Nota łączna | SP | SP    | FS | FS     |
| ---- | -------------------------- | ----------- | -- | ----- | -- | ------ |
| 1    | Javier Fernández           | 270,55      | 1  | 93,19 | 1  | 177,36 |
| 2    | Jin Boyang                 | 261,26      | 2  | 90,05 | 2  | 171,18 |
| 3    | Yan Han                    | 230,33      | 6  | 73,97 | 3  | 156,36 |
| 4    | Grant Hochstein            | 222,74      | 5  | 74,27 | 4  | 148,47 |
| 5    | Siergiej Woronow           | 222,17      | 3  | 80,99 | 8  | 141,18 |
| 6    | Michael Christian Martinez | 220,36      | 7  | 72,24 | 5  | 148,12 |
| 7    | Richard Dornbush           | 217,26      | 8  | 70,21 | 7  | 147,05 |
| 8    | Misza Ge                   | 217,17      | 9  | 69,13 | 6  | 148,04 |
| 9    | Song Nan                   | 212,10      | 4  | 76,46 | 9  | 135,64 |
| 10   | Ivan Righini               | 200,98      | 10 | 68,98 | 11 | 132,00 |
| 11   | Elladj Baldé               | 199,41      | 12 | 64,68 | 10 | 134,73 |
| 12   | Moris Kwitiełaszwili       | 192,10      | 11 | 66,92 | 12 | 125,18 |

### Solistki

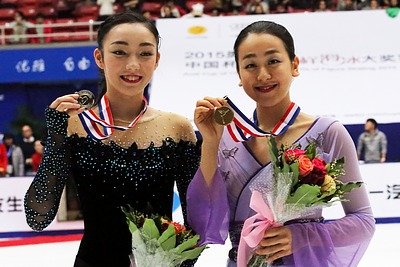
Medalistki w konkurencji solistek, od lewej Hongo (JPN) i Asada (JPN)

| Poz. | Zawodniczka      | Nota łączna | SP | SP    | FS | FS     |
| ---- | ---------------- | ----------- | -- | ----- | -- | ------ |
| 1    | Mao Asada        | 197,48      | 1  | 71,73 | 3  | 125,75 |
| 2    | Rika Hongo       | 195,76      | 2  | 65,79 | 1  | 129,97 |
| 3    | Jelena Radionowa | 184,28      | 6  | 58,51 | 2  | 125,77 |
| 4    | Anna Pogoriła    | 184,16      | 4  | 61,47 | 4  | 122,69 |
| 5    | Karen Chen       | 175,93      | 7  | 58,30 | 5  | 117,63 |
| 6    | Courtney Hicks   | 166,00      | 3  | 62,38 | 8  | 103,62 |
| 7    | Nicole Rajičová  | 165,26      | 9  | 54,76 | 7  | 110,50 |
| 8    | Park So-youn     | 164,28      | 10 | 52,47 | 6  | 111,81 |
| 9    | Li Zijun         | 159,13      | 5  | 58,62 | 9  | 100,51 |
| 10   | Hannah Miller    | 151,73      | 8  | 55,25 | 10 | 96,48  |
| 11   | Zhao Ziquan      | 139,77      | 11 | 48,66 | 11 | 91,11  |
| 12   | Zheng Lu         | 130,32      | 12 | 47,23 | 12 | 83,09  |

### Pary sportowe
| Poz. | Zawodnicy                             | Nota łączna | SP | SP    | FS | FS     |
| ---- | ------------------------------------- | ----------- | -- | ----- | -- | ------ |
| 1    | Yūko Kawaguchi / Aleksandr Smirnow    | 216,00      | 2  | 72,45 | 1  | 143,55 |
| 2    | Sui Wenjing / Han Cong                | 215,62      | 1  | 74,40 | 2  | 141,22 |
| 3    | Yu Xiaoyu / Jin Yang                  | 197,75      | 3  | 70,06 | 3  | 127,69 |
| 4    | Wang Xuehan / Wang Lei                | 186,76      | 4  | 69,36 | 4  | 117,40 |
| 5    | Kristina Astachowa / Aleksiej Rogonow | 173,36      | 6  | 59,17 | 5  | 114,19 |
| 6    | Mari Vartmann / Ruben Blommaert       | 171,41      | 5  | 63,45 | 7  | 107,96 |
| 7    | Lubow Iluszeczkina / Dylan Moscovitch | 166,80      | 7  | 55,42 | 6  | 111,38 |
| 8    | Vanessa Grenier / Maxime Deschamps    | 159,34      | 8  | 52,41 | 8  | 106,93 |

### Pary taneczne
| Poz. | Zawodnicy                          | Nota łączna | SD  | SD    | FD  | FD     |
| ---- | ---------------------------------- | ----------- | --- | ----- | --- | ------ |
| 1    | Anna Cappellini / Luca Lanotte     | 173,30      | 1   | 66,39 | 1   | 106,91 |
| 2    | Madison Chock / Evan Bates         | 169,16      | 2   | 65,36 | 2   | 103,80 |
| 3    | Jelena Iljinych / Rusłan Żyganszyn | 159,00      | 3   | 63,54 | 3   | 95,46  |
| 4    | Federica Testa / Lukáš Csölley     | 136,17      | 5   | 53,90 | 4   | 82,27  |
| 5    | Zhao Yue / Zheng Xun               | 129,65      | 6   | 51,02 | 5   | 78,63  |
| 6    | Wang Shiyue / Liu Xinyu            | 126,73      | 7   | 50,64 | 6   | 76,09  |
| WD   | Kaitlin Hawayek / Jean-Luc Baker   | DNF         | 4   | 58,35 | DNF | DNF    |
| WD   | Cong Yue / Sun Zhuoming            | DNS         | DNS | DNS   | DNS | DNS    |